# Quintonine
La Quintonine est un élixir à base de quinquina, réputé pour ses prétendues vertus contre la fatigue et de l'asthénie.

## Historique
La Quintonine est inventée en 1910 par Eugéne Cayron, un pharmacien basé à Châteauroux.[réf. souhaitée]
Développée par le gendre de Cayron, Victor Hélin (également inventeur de la pastille Pulmoll) entre 1910 et 1945, la Quintonine passe ensuite à une production industrielle sous la direction des gendres de Victor Hélin, Jacques Lafarge et Jacques Lacour.
Sa commercialisation a été arrêtée le 7 juillet 2011.

## Mode d'emploi
La Quintonine était vendue en pharmacie sous la forme de deux flacons de 90 ml.
L'extrait pouvait se boire pur, mais aussi se mélanger avec du sucre et du vin rouge afin de constituer une sorte d'apéritif fortifiant, appelé familièrement « Quinto ».[réf. souhaitée]

## Publicité
Un slogan publicitaire des années 1930 était : « la Quintonine donne bonne mine ». En 1981, un spot publicitaire télévisé met en scène les Shadoks.